# Tegenaria nervosa
Tegenaria nervosa là một loài nhện trong họ Agelenidae.
Loài này thuộc chi Tegenaria. Tegenaria nervosa được Eugène Simon miêu tả năm 1870.